# 代田幸子

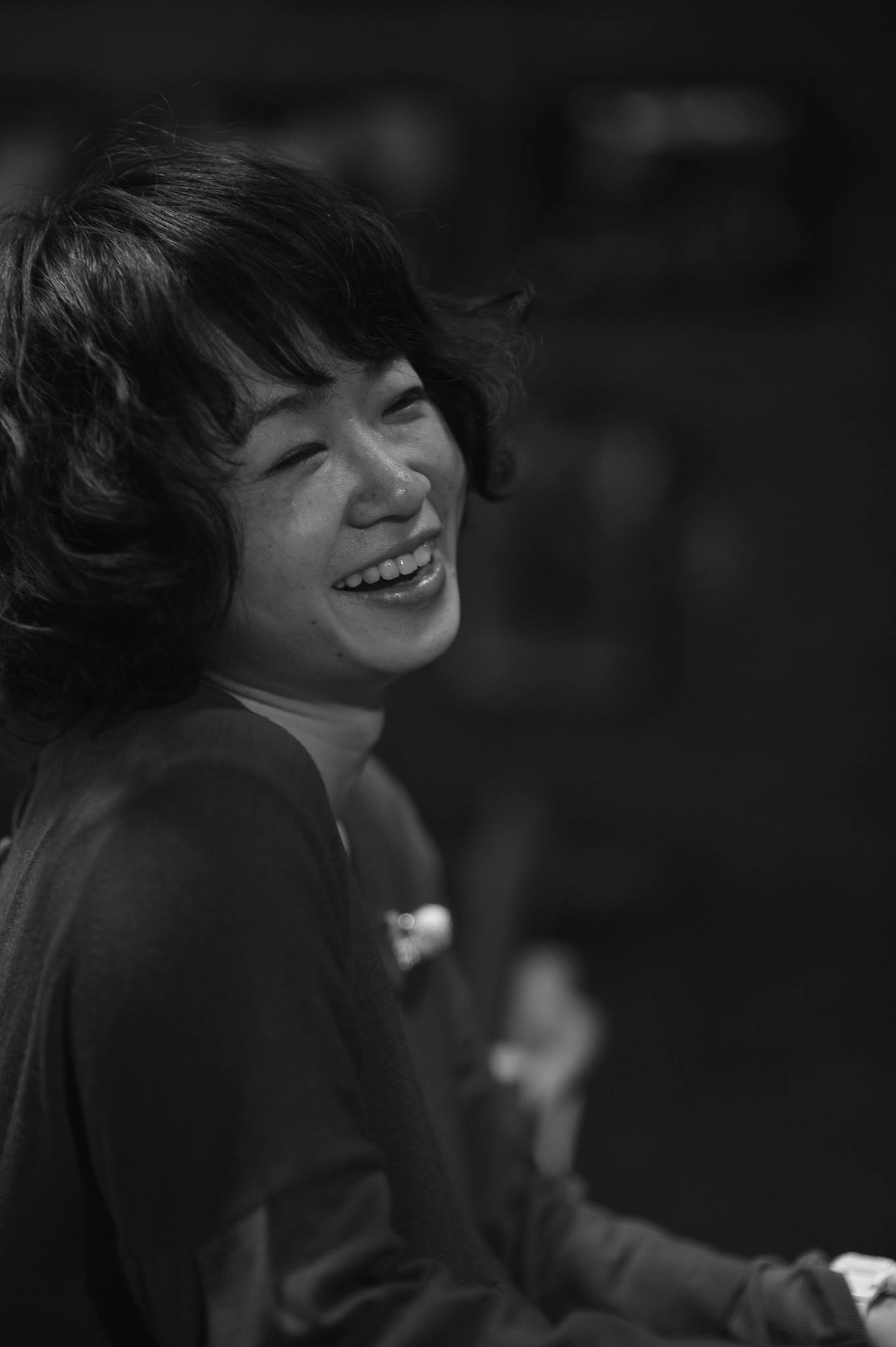
代田幸子

代田 幸子（だいた さちこ、1月17日 - ）は、日本のシンガーソングライター。血液型O型。

## 来歴
- 大阪府に生まれる。
- 2001年、学生時代に応募した作品「花」でヤマハ・ティーンズ・ミュージック・フェスティバル全国大会奨励賞受賞。
- 2002年5月19日マキシシングル「花」でインディーズデビュー。
- 2003年、同志社女子大学学芸学部音楽学科卒業後、本格的なライブ・演奏活動をスタートさせた。「素敵な親指」は松本引越センターTV・CFソングとして採用され、全国ネットで放映される。
- 2008年4月10日、ファーストアルバム「へこむな」を発売。
- 2009年3月31日、誰も知らない泣ける歌に出演し、「おばあちゃんの唄」を熱唱。一躍、全国的に注目される。
- 2015年1月17日、セカンドアルバム「ごはん」を発売。

## ディスコグラフィ

### シングル
- 2002年4月21日5月19日マキシシングル「花」

### アルバム
- 「ここにおるで」 ミニアルバム (2006年)
- 「へこむな」　1stアルバム (2008年4月10日)
- 「ごはん」　2ndアルバム (2015年1月17日)

## 参加作品
- 「FACTORY!はんなりレコードSampler Vol.1」　オムニバスアルバム「あしたの雨」（「彼の夢とランブータン」収録）(2002年)
- 「EVER POP/NEXT BREAK~ALL SEASON LADY’S VOCAL COLLECTION」（ 岡北有由、柳田久美子、柴草玲、成底ゆう子、倉橋ヨエコ、イズミカワソラ、高岡奈央、坂本麗衣、笹川美和とのオムニバスアルバム、「花」収録）(2002年11月21日)